# Kurt Neifeind
Kurt Neifeind, född 29 september 1908 i Velbert, död 15 december 1944 i Nagysurány, var en tysk jurist, ämbetsman och SS-Obersturmbannführer.

## Biografi
Neifeind studerade rättsvetenskap och avlade den första och den andra juridiska statsexamen. År 1933 gick han med i Nationalsocialistiska tyska arbetarepartiet (NSDAP) och Schutzstaffel (SS); i SS uppnådde han 1943 tjänstegraden Obersturmbannführer (motsvarande överstelöjtnant). Neifeind knöts till Sicherheitsdienst (SD) 1936. Fem år senare, 1941, utnämndes han som Regierungsrat till chef för avdelningen för lagstiftning (Amt II:A2) inom Reichssicherheitshauptamt (RSHA), Tredje rikets säkerhets- och underrättelseministerium. Senare tog han sig an avdelningen för Rikets rättsordning (Amt III:A5).
Neifeind deltog i två av de tre uppföljningskonferenserna till Wannseekonferensen. Den 29 januari 1942 hölls en överläggning på Riksministeriet för de ockuperade östområdena på Rauchstrasse i Berlin. Den övergripande frågan på dagordningen var att definiera begreppet "jude" och hur det skulle appliceras på folken i de ockuperade östområdena, bland annat Sovjetunionen. Neifeind närvarade även vid en sammankomst som hade sammankallats av Adolf Eichmann den 27 oktober 1942. Vid denna konferens bestämdes det bland annat att Mischlinge av första graden skulle steriliseras.
I maj 1944 utsågs Neifeind till kommendör för Sicherheitspolizei (Sipo) och Sicherheitsdienst (SD) i Paris (Kommandeur der Sicherheitspolizei und des SD, KdS). Han blev dock dömd till döden för ordervägran och defaitism, men straffet verkställdes inte. Han blev istället degraderad och kommenderades till SS-Sondereinheit Dirlewanger, som stred vid östfronten i Ungern. Neifeind stupade i mitten av december 1944.